# Hypolimnas eremita
Hypolimnas eremita är en fjärilsart som beskrevs av Butler 1883. Hypolimnas eremita ingår i släktet Hypolimnas och familjen praktfjärilar. Inga underarter finns listade i Catalogue of Life.